# I'm Not Bossy, I'm the Boss
Albums de Sinéad O'Connor
How About I Be Me (And You Be You)?
(2012)
I'm Not Bossy, I'm the Boss est le dixième et dernier album studio de l'autrice-compositrice-interprète irlandaise Sinéad O'Connor. Il est sorti en 2014 sur le label Nettwerk.

## Fiche technique

### Chansons
| No  | Titre                        | Auteur                                             | Durée |
| --- | ---------------------------- | -------------------------------------------------- | ----- |
| 1.  | How About I Be Me            | Sinéad O'Connor, Kemar McGregor                    | 3:25  |
| 2.  | Dense Water Deeper Down      | Sinéad O'Connor                                    | 3:32  |
| 3.  | Kisses Like Mine             | Sinéad O'Connor                                    | 2:28  |
| 4.  | Your Green Jacket            | Sinéad O'Connor, John Reynolds (en), Graham Kearns | 3:23  |
| 5.  | The Vishnu Room              | Sinéad O'Connor, John Reynolds, Graham Kearns      | 2:47  |
| 6.  | The Voice of My Doctor       | Sinéad O'Connor, Don Baker                         | 3:36  |
| 7.  | Harbour                      | Sinéad O'Connor, John Reynolds, Graham Kearns      | 4:40  |
| 8.  | James Brown (avec Seun Kuti) | Sinéad O'Connor, John Reynolds, Justin Adams       | 3:04  |
| 9.  | 8 Good Reasons               | Sinéad O'Connor, John Reynolds, Graham Kearns      | 3:26  |
| 10. | Take Me to Church            | Sinéad O'Connor, John Reynolds, Graham Kearns      | 3:01  |
| 11. | Where Have You Been?         | Sinéad O'Connor, John Reynolds                     | 3:02  |
| 12. | Streetcars                   | Sinéad O'Connor, Graham Henderson                  | 4:28  |

### Musiciens
- Sinéad O'Connor : chant, guitare
- John Reynolds (en) : batterie, clavier, programmation
- Clare Kenny : basse
- Graham Kearns, Justin Adams, Brook Supple : guitare
- Graham Henderson, Tim Oliver, Brian Eno, Ruby Reynolds : claviers
- Caroline Dale (en) : violoncelle
- Seun Kuti : saxophone
- Rubert Cobb, Fred Gibson : trompette

### Équipe technique
- John Reynolds : production, mixage
- Tim Oliver : mixage
- Graham Bolger : ingénieur du son
- Kevin Metcalfe : mastering
- John Rummen : design
- Donal Moloney : photographie